# Havre Athletic Club (calcio femminile)
L'Havre Athletic Club, noto anche come Le Havre o con la sigla HAC, è una squadra di calcio femminile francese, sezione femminile dell'omonima società con sede nella città di Le Havre. Milita in Première Ligue, livello di vertice del campionato francese di categoria.

## Palmarès
- Campionato francese di seconda divisione: 2

2019-2020, 2021-2021

## Organico

### Rosa 2024-2025
Rosa, ruoli e numeri di maglia estratti dal sito ufficiale, integrati dal sito footofeminin.fr., aggiornati al 25 aprile 2025.
| N. |                    | Ruolo | Calciatrice       |
| -- | ------------------ | ----- | ----------------- |
| 1  | Belgio (bandiera)  | P     | Lisa Lichtfus     |
| 4  | Canada (bandiera)  | D     | Élisabeth Tsé     |
| 5  | Francia (bandiera) | C     | Laurie Cance      |
| 6  | Belgio (bandiera)  | C     | Silke Demeyere    |
| 7  | Francia (bandiera) | A     | Zoé Stievenart    |
| 8  | Francia (bandiera) | C     | Salomé Elisor     |
| 9  | Algeria (bandiera) | A     | Ikram Adjabi      |
| 10 | Francia (bandiera) | C     | Laurie Cance      |
| 11 | Francia (bandiera) | C     | Mélinda Mendy     |
| 12 | Francia (bandiera) | A     | Mickaëla Cardia   |
| 13 | Francia (bandiera) | D     | Héloïse Mansuy    |
| 14 | Francia (bandiera) | D     | Romane Enguehard  |
| 16 | Francia (bandiera) | P     | Laëtitia Philippe |

| N. |                        | Ruolo | Calciatrice         |
| -- | ---------------------- | ----- | ------------------- |
| 17 | Francia (bandiera)     | A     | Madeline Roth       |
| 18 | Francia (bandiera)     | D     | Éva Kouache         |
| 21 | Francia (bandiera)     | A     | Chancelle Effa Effa |
| 22 | Francia (bandiera)     | C     | Christy Gavory      |
| 25 | Francia (bandiera)     | D     | Eden Le Guilly      |
| 28 | Francia (bandiera)     | D     | Célestine Boisard   |
| 31 | Francia (bandiera)     | D     | Louise Kleczewski   |
| 34 | Francia (bandiera)     | D     | Léann Ledauphin     |
| 37 | Francia (bandiera)     | C     | Emmy Lefèvre        |
| 77 | Francia (bandiera)     | C     | Magnaba Folquet     |
| 93 | Stati Uniti (bandiera) | D     | Wassa Sangaré       |
|    | Francia (bandiera)     | C     | Noéline Laignel     |
|    | Francia (bandiera)     | C     | Noa Lambrecht       |